# Barniz de Pasto
El barniz de Pasto es una técnica artesanal autóctona antigua y típica de San Juan de Pasto, sur de Colombia, siendo esta una manifestación cultural única en el mundo; es usada para decorar objetos usualmente de madera con la resina obtenida de un arbusto silvestre llamado mopa-mopa (Elaeagia pastoensis L.E. Mora) existente en los bosques andinos y en la selva del Putumayo.
Los conocimientos y técnicas asociadas con el barniz de Pasto o mopa-mopa de Nariño y Putumayo son Patrimonio Cultural Inmaterial de la Humanidad.

## Origen
El Barniz de Pasto es una técnica artesanal de origen prehispánico, la técnica ya existía antes de la llegada de los españoles al territorio del actual Departamento de Nariño y más específicamente en el territorio de los indígenas Pastos y Quillasingas.

## Proceso

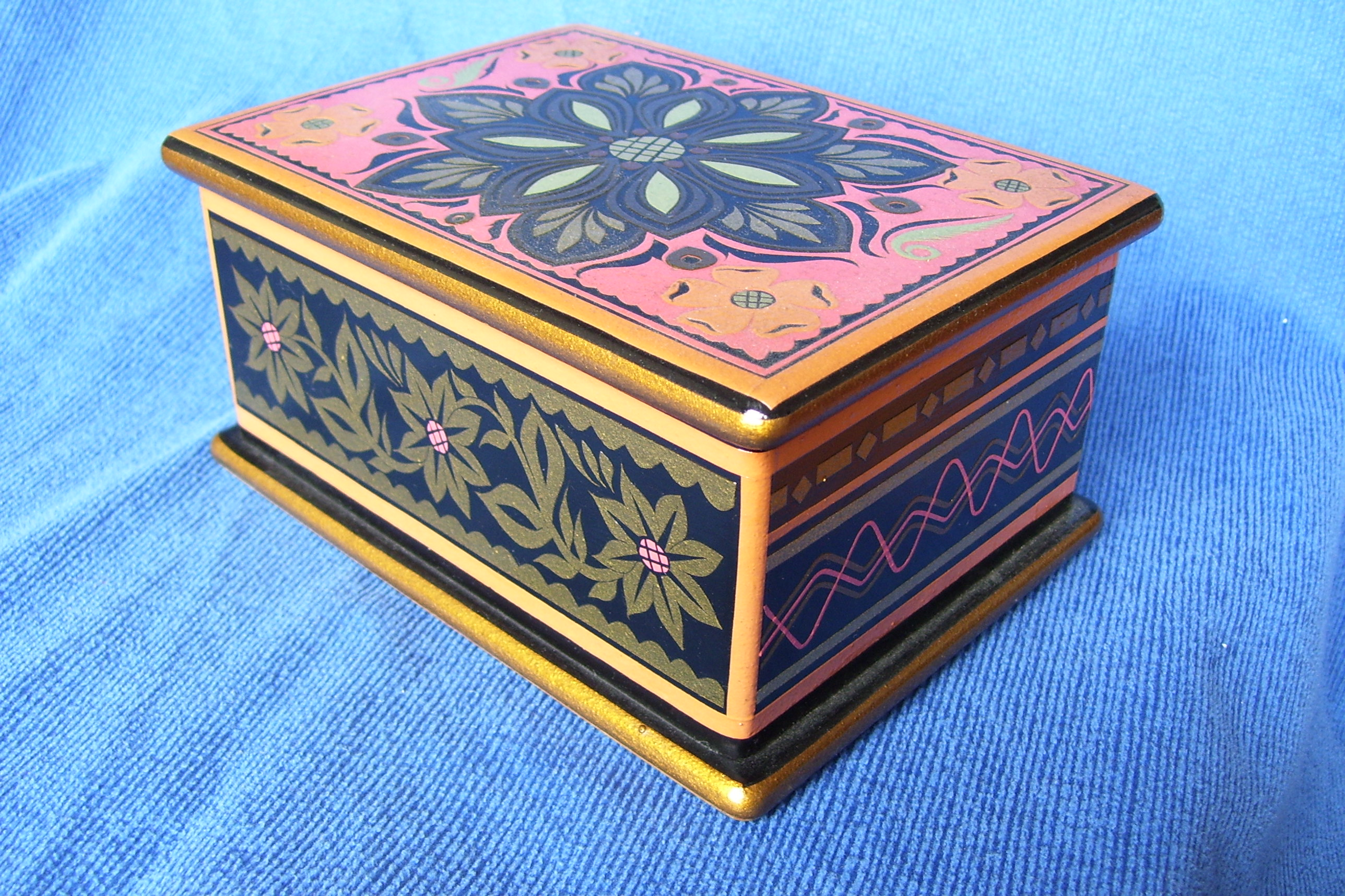
Cofre de madera para joyas decorado con barniz de Pasto

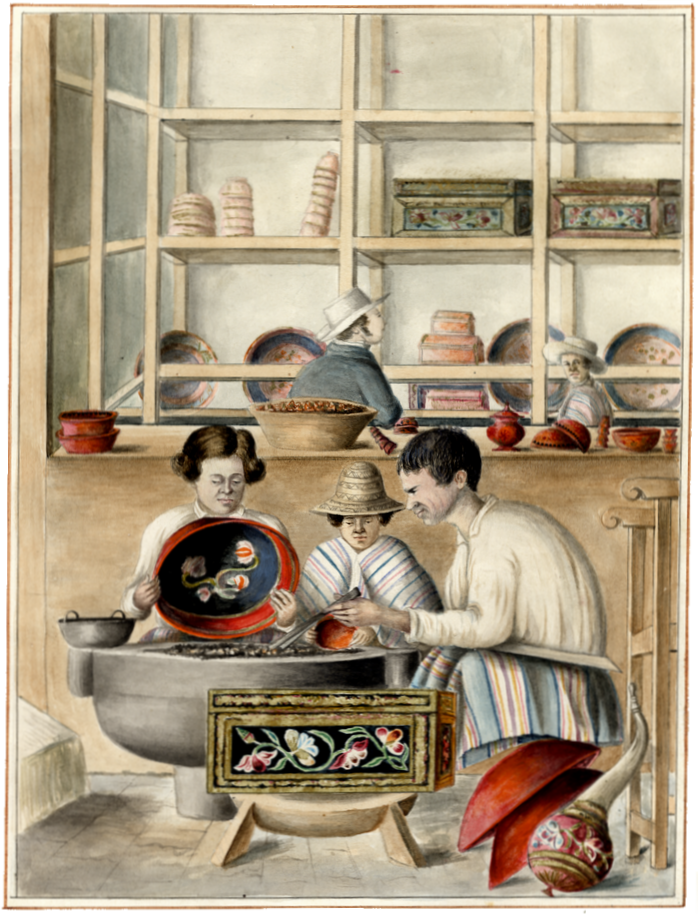
Barnizadores de Pasto, Manuel María Paz (acuarela de 1853).

Los cogollos de las hojas del arbusto son macerados, cocinados y molidos; la resina así obtenida es molida o amasada, buscando la mejor maleabilidad; finalmente es coloreada y el artesano continua extendiéndola con ayuda de sus  manos para formar la delgada película que adhiere al objeto que va a decorar, usualmente de madera, para luego recortarla con un instrumento cortante, dándole formas y diseños diversos. Una variación más refinada y costosa es el uso combinado de la película de resina transparente con laminillas de oro o plata y estaño.
El procedimiento no es propiamente la simple aplicación de un barniz como acabado de realce pues al final, en la fase decorativa, demanda del ejecutante gran precisión y habilidad y un error o corte excesivo es casi imposible de corregir sobre todo cuando se usan varias capas y colores.
Como toda técnica artesanal ancestral sus secretos se han transmitido de padres a hijos y los diseños y colores en las diferentes épocas han reflejado la moda imperante o en boga. En los últimos años algunas instituciones como la Universidad de Nariño y Artesanías de Colombia han intervenido para conservación de la técnica y un desarrollo principalmente a partir del diseño y la aplicación decorativa.

## Usos

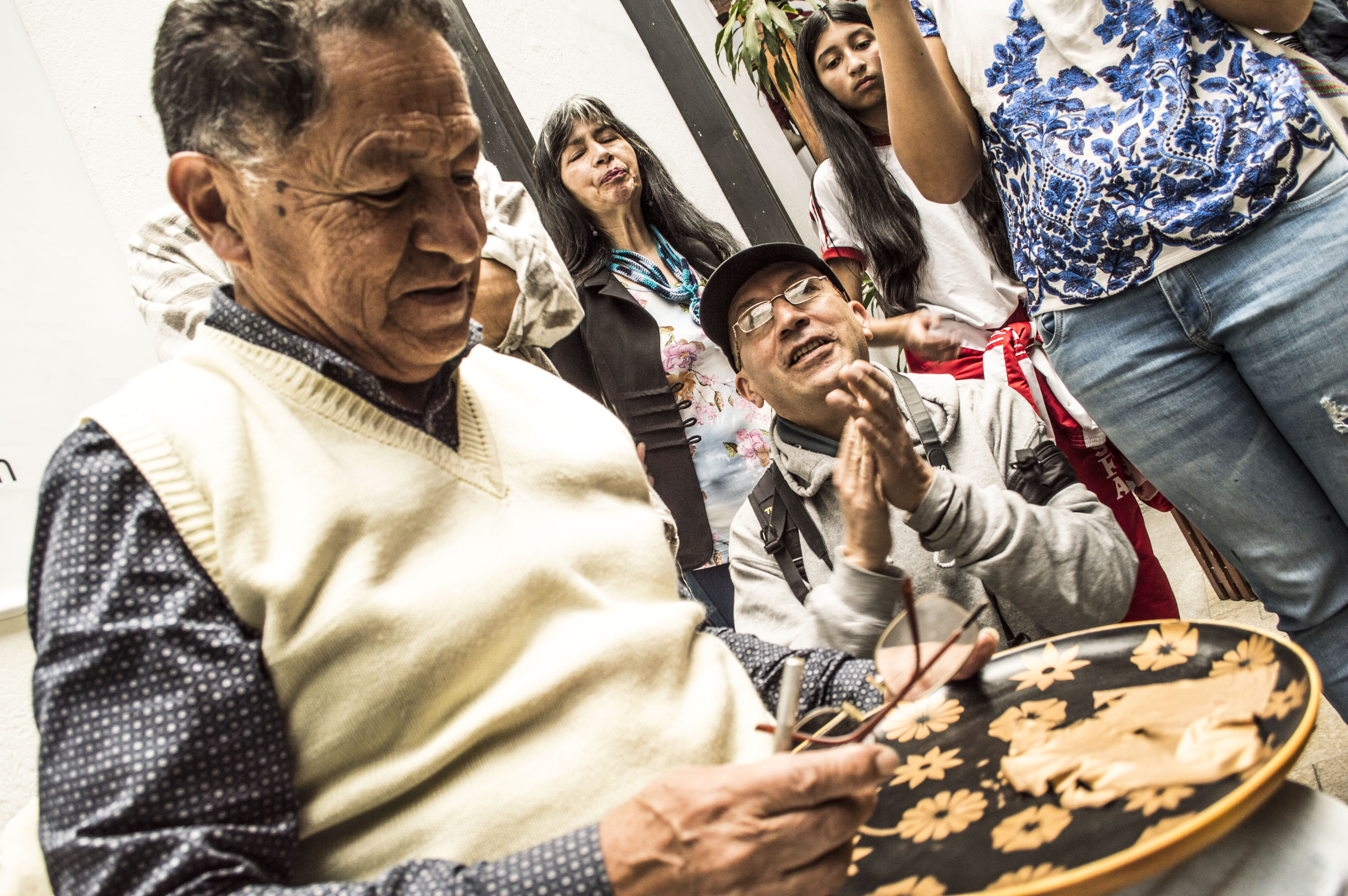
Gilberto Granja hace una demostración de su técnica en el desarrollo del proyecto «La Aventura del Barniz» adelantado por la Dirección Administrativa de Cultura y la estrategia Libre de la Gobernación de Nariño

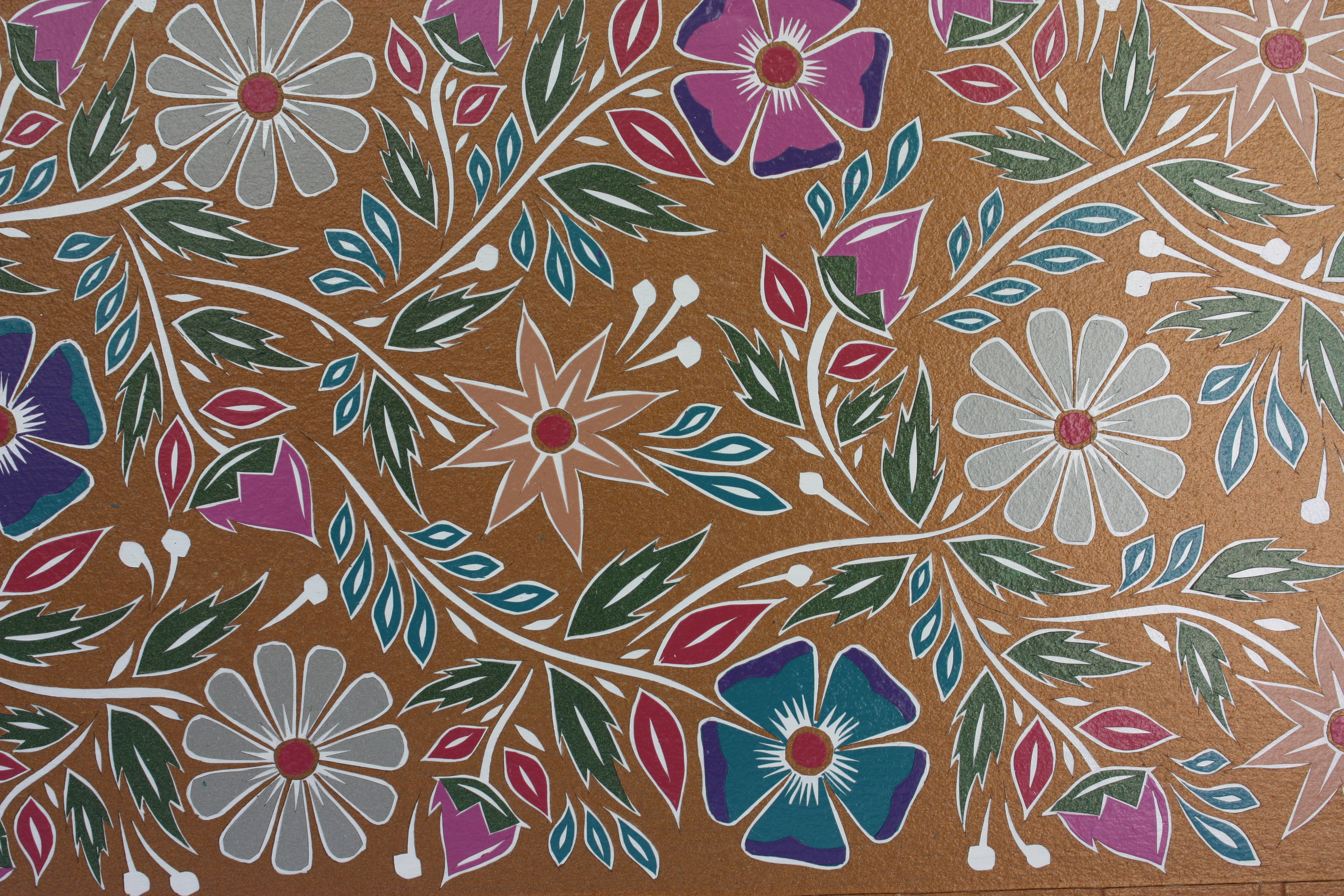
Detalle de aplicación de barniz de Pasto por el maestro Gilberto Granja

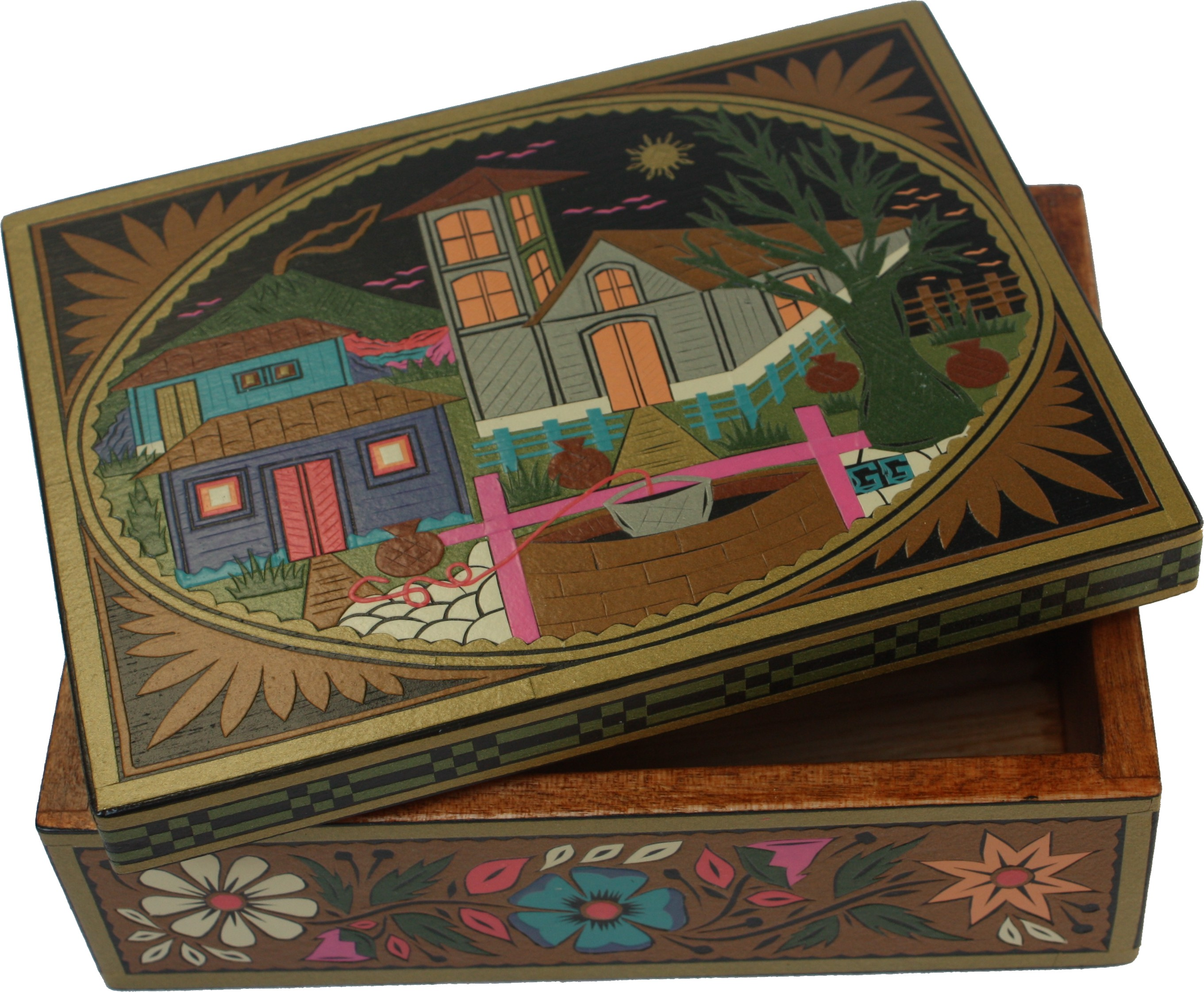
Joyero decorado por el maestro Gilberto Granja

Generalmente el barniz de Pasto se usa para decorar utensilios y objetos de madera tallada utilitarios o decorativos, como bandejas, platos, tazones, cofres, bomboneras y ánforas. En menor frecuencia también se ha usado para decorar muebles como bargueños y baúles. En los últimos años, Eduardo Muñoz Lora también aplica la técnica en lienzo templado sobre bastidor para producir obras pictóricas originales con su estilo característico.
La maestra Mary Ortega es una de las pocas mujeres portadoras de la técnica del Barniz de Pasto.

## Declaración de Patrimonio
Los conocimientos y técnicas tradicionales asociadas con el barniz de Pasto mopa-mopa Putumayo-Nariño, se encuentran en la Lista Representativa de Patrimonio Cultural Inmaterial de Colombia, es decir, que es declarado Patrimonio Cultural Inmaterial de Colombia desde el año 2019.
El 15 de diciembre de 2020, la Organización de las Naciones Unidas para la Educación, la Ciencia y la Cultura (Unesco), reconoció los conocimientos y técnicas asociados al Barniz de Pasto o Mopa-Mopa de Nariño y Putumayo como Patrimonio Cultural Inmaterial de la Humanidad. El anuncio fue hecho en el marco del 15.º Comité Intergubernamental de Patrimonio Cultural Inmaterial de la Unesco.
Los conocimientos y técnicas tradicionales asociados al Barniz Pasto o Mopa-Mopa relacionados en esta declaratoria, contemplan tres actividades tradicionales: La recolección, realizada en el Departamento del Putumayo; la carpintería, ebanistería y tallado en madera, realizado en el Departamento de Nariño y el Barnizado decorativo, realizado en la ciudad de Pasto - Nariño, las cuales según la Unesco son una fuente de identidad para las comunidades involucradas.
La declaratoria contempla la inclusión de esta técnica tradicional en la Lista de Patrimonio Cultural Inmaterial que Requiere Medidas Urgentes de Salvaguardia.